# 불새 (만화)
《불새》(火の鳥 히노 도리[*])는 일본의 만화가 테즈카 오사무(手塚治虫)가 창작한 만화이다.

## 개요
데즈카 오사무가 만화가로써 활동하던 초기부터 만년까지 그렸던 작품으로 데즈카 오사무 평생의 역작(力作)이라고 불러도 무방한 작품이다. 시간 배경은 고대로부터 미래에 이르기까지, 배경도 지구뿐 아니라 우주에 걸치며, 생명의 본질과 인간의 업에 대한 주제를 데즈카 오사무 자신의 독자적 사상을 밑바탕으로 깔고서 장대한 스케일로 그려냈다. 이야기는 「불새」라 불리는 새가 등장해 그 불새의 피를 마시면 영원한 생명을 얻을 수 있다는 설정을 바탕으로 주인공들은 그 불새와 관련되어 고뇌하고, 괴로워하고, 싸우고, 잔혹한 운명 앞에 농락당하고 만다.
《밀림의 왕자 레오》의 연재가 종료된 후에 《만화 소년》에 연재한 〈여명편〉이 최초의 작품이지만, 잡지가 휴간되면서 그가 스스로 창간한 잡지 《COM》에 〈여명편〉을 다시 구상하여 연재하였다. 《COM》 이후의 연재작품은 과거・미래・과거・미래를 교차하며 묘사되어, 데즈카 본인이 사망하는 순간 작품이 완결되는 것으로 구상되어 있었다고 한다. 실제로는 데즈카 오사무가 사망하면서 〈태양편〉으로 종결되었다. 잡지 《소녀 클럽》에 연재된 〈이집트편〉, 〈그리스편〉, 〈로마편〉도 있으나 다른 시리즈와 연관없이 3편만으로 완결된다.
일본의 많은 만화가들에게 영향을 주었고 여러 차례 아니메, 영화, 라디오드라마로 각색되었다.

## 시리즈 구성

### 본편 구성
| 제목     | 원제     | 연재 잡지                                      | 비고                    |
| -------- | -------- | ---------------------------------------------- | ----------------------- |
| 여명편   | 黎明編   | 만화 소년 (1954년 7월호 ~ 1955년 5월호)        | 미완. 《COM》에 재연재. |
| 여명편   | 黎明編   | COM (1967년 1월호 ~ 11월호)                    |                         |
| 미래편   | 未来編   | COM (1967년 12월호 ~ 1968년 9월호)             |                         |
| 야마토편 | ヤマト編 | COM (1968년 9월호 ~ 1969년 2월호)              |                         |
| 우주편   | 宇宙編   | COM (1969년 3월호 ~ 7월호)                     |                         |
| 봉황편   | 鳳凰編   | COM (1969년 8월호 ~ 1970년 9월호)              |                         |
| 부활편   | 復活編   | COM (1970년 10월호 ~ 1971년 9월호)             |                         |
| 날개옷편 | 羽衣編   | COM (1971년 10월호)                            |                         |
| 망향편   | 望郷編   | COM (1971년 12월호), COM 코믹스 (1972년 1월호) | 《망가 소년》에 재연재. |
| 망향편   | 望郷編   | 망가 소년 (1976년 9월호 ~ 1978년 3월호)        |                         |
| 난세편   | 乱世編   | COM (1973년 8월호)                             | 《망가 소년》에 재연재. |
| 난세편   | 乱世編   | 망가 소년 (1978년 4월호 ~ 1980년 7월호)        |                         |
| 생명편   | 生命編   | 망가 소년 (1980년 8월호 ~ 12월호)              |                         |
| 이형편   | 異形編   | 망가 소년 (1981년 1월호 ~ 4월호)               |                         |
| 태양편   | 太陽編   | 야성 시대 (1986년 1월호 ~ 1988년 2월호)        |                         |

### 소녀편 구성
| 제목     | 원제       | 연재 잡지                                | 비고                    |
| -------- | ---------- | ---------------------------------------- | ----------------------- |
| 이집트편 | エジプト編 | 소녀 클럽 (1956년 5월호 ~ 10월호)        | 본편의 내용과 연관없음. |
| 그리스편 | ギリシャ編 | 소녀 클럽 (1956년 11월호 ~ 1957년 7월호) | 〈이집트편〉에서 계속.  |
| 로마편   | ローマ編   | 소녀 클럽 (1957년 8월호 ~ 12월호)        | 〈그리스편〉에서 계속.  |

## 불새 각 편의 줄거리

### 집필된 작품
여명(黎明)편(만화소년漫画少年판)
- 첫 연재：『만화소년』(1954년 7월호 - 1955년 5월호) 미완

주인공 나기(ナギ)는 아버지의 병 때문에 고민하고 있었다. 하늘의 ‘피의 별’이 질 때까지 아버지의 병을 고치지 못하면 마을의 관례에 따라 아버지는 마을 사람들에게 먹히고 말기 때문이다. 고민하던 나기는 장로로부터 아버지의 병을 고치려면 불새라는 새의 생피가 필요하다는 이야기를 듣게 된다. 불새를 찾아 나선 나기는 운 좋게 피를 얻게 되지만, 그러나 나기가 마을로 돌아왔을 때는 이미 늦은 뒤였고 아버지는 이미 마을 사람들에게 먹혀버린 뒤였다. 갈 곳 없는 불새의 생피는 하는 수 없이 나기와 여동생의 나미가 마시게 되고, 이윽고 마을 주민들은 더욱 기름진 땅으로 이주하기 위해 배를 띄우나 폭풍으로 나기와 나미는 난파되어 알 수 없는 섬으로 떠내려 온다. 그 미지의 땅에서 살던 원주민들은 불새의 피를 마시고 죽지 않는 몸이 된 두 사람을 신으로 받들게 되고 주인공 이자 나기와 누이동생 이자 나미는 원주민들로부터 아마테라스 오오미카미(天照大御神)라는 이름을 받게 된다. 그 뒤 두 사람은 원주민의 지도자인 히미코(卑弥呼)를 만나게 되는데, 히미코가 동굴 속으로 들어가는 데서 잡지가 휴간되어 미완으로 끝나게 된 것이다.
이집트편
- 첫 연재：『소녀클럽』（1956년 5월호 - 10월호）

기원전 1000년경. 주인공 이집트의 왕자 크라브는 아버지의 명령으로 마시면 3000년의 생명을 얻게 된다는 전설의 불새의 피를 찾아 여행에 나섰다. 그러나 그 사이에 왕가를 빼앗으려는 왕녀(크라브의 계모)는 왕과 왕자를 죽일 계획을 세운다. 여행에 나선 크라브는, 또 한 사람의 주인공인 노예 다이아와 만나게 되는데, 다이아의 나라는 이집트군에 멸망당해 노예가 되고 말았던 것이다. 마침내 크라브와 다이아는 사랑에 빠져 함께 불새를 찾는 여행을 이어나간다. 그리고 둘은 불새의 알을 홍수에서 건져내고 대신 불새의 피를 얻는데 성공하지만 크라브는 왕녀의 부하에게 살해되고, 충격을 받은 다이아도 뒤따라 자살하고 만다.
그리스편
- 첫 연재：『소녀클럽』（1956년 11월호 - 1957년 7월호）

이집트편의 속편.
크라브와 다이아의 시신은 300년이 지나 나일 강을 흘러、그리스 바다를 떠돌고 있었다. 그리고 다이아의 시신은 트로이군의 배에 건져 올려지고, 크라브의 시신은 스파르타 바닷가에 떠내려 온다. 불새의 피를 마신 상태였던 두 사람은 그곳에서 각기 눈을 뜨게 되고, 스파르타의 궁전에서 우연히 재회하지만 두 사람은 서로를 기억하지 못한다. 그러나 두 사람의 마음은 어째서인지 끌리면서 「아마 분명 전생에 남매였던 모양이다」라며 결국 남매이면서도 사랑에 빠져 버리고, 이어 두 사람은 트로이와 스파르타라는 두 적국에 운명이 엇갈리고, 전쟁에 휘말린다. 비극이 일어나 트로이 목마에 다이아는 깔려 죽고 만다. 크라브는 슬픈 나머지 다이아의 시신을 안고 바다로 뛰어들어 숨을 거둔다.
로마편
- 첫 연재：『소녀 클럽』（1957년 8월호 - 12월호）

그리스편의 속편.
바다에 뛰어든 두 사람은 율리시즈에 의해 그 시신이 회수되어 오랫동안 그리스의 보물창고에 보관된다. 그러나 다시 300년 뒤 로마의 시저가 그리스를 제압하고, 안드로클레스가 다시 꺼낸 두 사람의 시신은 로마로 옮겨진다. 불새의 피 덕분에 이번에도 다시 살아나 안드로클레스에게 남매로써 키워지게 되고, 둘의 삶은 평화 그 자체였지만, 그것도 오래 가지 못하고, 다이아는 로마의 폭군 네보케타스에게 끌려가 억지로 그의 아내가 된다. 두 사람은 저항하지만 결국 사형을 선고받는다.
여명편
- 첫 연재：『COM』（1967년 1월호 - 11월호）

3세기 야마토(일본). 주인공 나기의 누나 히나쿠는 파상풍으로 사경을 헤매고 있었고 히나쿠의 남편 우라지는 아내를 살리고자 불새의 피를 찾아 화염의 산으로 들어가지만 불새의 화염에 휩싸여 죽어 버리고, 가까스로 마을 해안에 떠내려 온 이국의 의사 구즈리를 발견하고 최신 의학지식으로 히나쿠를 구한다. 구즈리와 히나코는 사랑에 빠지지만, 혼례날 밤 구즈리가 이끌고 온 많은 군선에서 사루타히코 등 사키비토(防人) 군단이 상륙한다. 구즈리는 야마타이국(邪馬台国)의 첩자였던 것이다. 마을 사람들은 학살당하고 사루타히코는 저항하는 나기를 노예로 삼아 북쪽 나라로 끌고 간다. 야마타이국이 나기가 있던 구마소를 침략한 것은 사실 늙은 히미코가 불새의 피를 찾고 있었던 사정에서 비롯된 것이었다.
본작은 미완으로 끝난 「만화소년」판 여명편을 토대로 대폭 내용 변개가 이루어져 연재되었다. 야마토 조정(大和朝廷)의 성립에 대해 정설은 아니나 본작 집필 때에 한참 화제가 되고 있던 에가미 나미오(江上波夫)의 기마민족설(騎馬民族説)을 채용해 그 뒤 몇 번 바꾸고 있으며 훗날판에서는 주인공들을 덮친 다양한 스타일의 늑대 중에 「패밀리 컴퓨터형」이나 「아카츠카 후지오형」 등도 등장한다. 또한 일식 장면에서는 태양이 일식되는 방법이 틀려서 데즈카 본인에 의해서 단행본에서 수정하기도 하였다. TV아니메판에서는 어린 시절의 사루타히코의 장면이 추가되어 그가 히미코에게 충성하게 된 사연을 알 수 있다.
미래편
- 첫 연재：『COM』（1967년 12월호 - 1968년 9월호）

서기 3404년. 시간 축으로 봤을 때 불새의 결말인 작품. 인류는 25세기를 정점으로 쇠퇴기에 접어들어 문명도 예술도 조금씩 진보를 멈추었고 사람들은 옛날의 생활이나 복장에 동경을 품으며 이미 30세기에는 문명은 21세기경 수준까지 되돌아가고 있었다 「랭도」 「핀킹」 「유오크」 「루마르에즈」 「야마토」로 이주해 초거대 컴퓨터에 자신들의 지배를 맡긴다. 하지만 그 컴퓨터 역시 완벽한 존재가 아니었고, 컴퓨터끼리 싸움을 일으켜 메갈로폴리스 「야마토」와 「랭도」 사이의 대립이 급기야 핵전쟁으로까지 확산, 지구상의 모든 생명체가 멸종되고 만다. 살아남은 것은 셀타에 거주하던 주인공 야마노베 마사토(山之辺マサト) 등 몇 사람뿐이었다. 그곳에서 야마노베 마사토는 불새에게 영원한 생명을 받게 된다. 동료들이 하나둘 죽어 가는 가운데 야마노베 마사토는 죽지 못하는 몸으로 괴로워하고 고통스러워하며 살아간다. 끝도 없는 시간을 지나 혼자 남겨진 채, 마사토는 지구의 생명을 되살리고자 했고, 마침내 하나의 답을 얻어낸다.
본작은 결말이 여명편에서 이어지는 전개를 갖고 있으며, 읽는 순서를 서로 바꾸어도 문제없는 매끄러운 전개를 보여준다. 한편 NHK아니메판에서는 본작이 마지막 에피소드가 되었으나, 심의 문제 및 윤리적 이유 등으로 내용이 대폭 삭제・변경되었다(마사토 등이 돔에 오기 전의 이야기는 삭제되고, 후반부도 대폭 내용이 변경되고 있다).
야마토편
- 첫 연재：『COM』（1968년 9월호 - 1969년 2월호）

4세기경의 야마토(일본). 고분 시대(古墳時代). 주인공 야마토 국의 왕자 야마토오구나(ヤマトオグナ)는 아버지인 오키미(大王)로부터 구마소 국의 추장 가와카미 다케루(川上タケル)를 죽이라는 명을 받는다. 그 이유는 가와카미 다케루가 진실을 적은 역사서를 짓고자 했기 때문이었다. 오키미는 자신들은 신의 먼 후손이라는 거짓말을 적은 역사서를 짓고 있었기에 가와카미 다케루가 걸림돌이 되고 있었다. 오구나는 가와카미 다케루의 누이동생 카지카(カジカ)와 만나 사랑에 빠져 방황하지만 결국 아버지의 뜻대로 가와카미 다케루를 죽이고 만다. 다케루는 죽으면서 「나의 이름을 주마. 이제부터는 네가 야마토타케루라는 이름을 쓰도록 해」라며 자신의 이름을 넘겨준다. 사랑하던 사람에게 원수로 목숨을 위협받는 다케루. 두 사람의 사랑은 결국 비극으로 치닫는다.
본작은 『고사기』・『일본서기』의 야마토타케루(日本武尊) 전설과 일본서기 스이닌기(垂仁紀)의 순장되어 땅에 파묻혀 죽은 자들의 울부짖는 소리가 며칠을 이어졌고 순장의 풍속을 하니와(埴輪)라는 토용으로 대체하게 했다는 에피소드를 바탕으로 한 것이다. 순사자들이 죽지 않은 것은 불새의 피를 마신 효과였고 기간도 1년에 걸친 것이었다. 이시부타이 고분(石舞台古墳) 조영에 관해서는 에피소드가 있지만 실제로는 좀 더 후대의 것이다. 순장된 자가 묻히는 일도 없었다. 오구나는 신화의 야마토타케루(『倭男具那命』 - 『야마토오구나』는 야마토타케루의 별명이다), 가와카미 다케루는 가와카미노 다케루(川上梟帥)를 모델로 한다. 본작에 등장하는 구마소 국의 장로는 여명편의 마지막에서 절벽을 오르던 청년의 자손이 번창해 구마소 국으로 발전하고 있다는 설정이다.
잡지 게재판과 단행본판에서는 데즈카에 의한 섬세한 수정이 이루어졌다. 야마토 편은 시사 소재가 많았기 때문에 단행본에서는 대사가 많이 손질되었다. 작중에서 가와카미 다케루는 나가시마(長島)라는 부하에게 왕으로 불린다. 이것은 첫 연재 때는 가와카미 다케루를 일본의 유명 야구 선수 가와카미 테쓰하루(川上哲治), 구마소를 거인(巨人)에 빗대고, 그 부하인 나가시마는 나가시마 시게오(長嶋茂雄)라고 빗대는 농담이었지만, 가와카미가 감독을 은퇴하는 바람에 가와카미 다케루는 가와카미 테쓰하루가 아닌 오 사다하루(王貞治)에 빗댄 내용으로 고쳤기 때문이다. 잡지판에서는 가와카미 타케루가 오구나를 영접할 때 데즈카의 학창 시절의 체험담으로 “일본과 미국은 자기들 편할 대로 서로를 폄훼하고 있다"라는 2쪽에 걸친 내용이 있었지만 단행본에서는 생략되었다.
OVA판은 거의 원작에 준하고 있지만 원작의 시대 설정을 무시한 농담이나 역사책에 관한 대목은 삭제됐다.
우주편(宇宙編)
- 첫 연재：『COM』（1969년 3월호 - 7월호）

서기 2577년. 다섯 명의 남녀 주인공들은 베텔게우스 제3혹성에서 지구로 귀환하기 위해 우주선에서 인공동면에 들어간 채 이동하고 있었다. 그러나 우주선은 조종사 마키무라 고로(牧村五郎)의 자살로 사고를 당하고, 우주선은 더 이상 수리할 수 없게 되어 승무원은 당장 우주선에서 떠나지 않으면 위험한 상태였다. 승무원들은 인공동면에서 깨어나 우주구명정으로 탈출한다. 그러나 그 구명정은 1인용의 작은 긴급용 물건으로 4명은 넓은 우주로 뿔뿔이 흩어지다시피 하게 된다. 구명정에는 각기 무선통신기가 붙어 있었고, 이들은 우주에 떠다니며 대화를 시작한다. 그 내용은 과거, 자살한 조종사 마키무라 고로에 관한 것이었다. 이윽고 그들이 탄 4개의 구명정에 수수께끼의 구명정이 다가온다.
본작에서는 왜 사루타가 과거에서 미래에 걸쳐 끝없이 계속 고통 받고 있는지 그 이유가 회자된다. 또 본작이 OVA화될 때는 마키무라와 나나, 기소사키가 만나는 장면이 추가되고 대장의 사망 이유 변경, 마키무라가 라다를 죽인 동기의 변경, 마키무라가 불로불사의 몸이 되는 과정의 변경 등 전체 스토리는 바꾸지 않아도 세세한 연출이 보다 현실적으로 되어 있다. 또 오리지날의 라스트신이 추가되고 있다.
봉황(鳳凰)편
- 첫 연재：『COM』 (1969년 8월호 - 1970년 9월호)

나라 시대. 주인공의 한 사람인 가오우(我王)는 태어날 때부터 애꾸에 외팔이가 되어 비뚤어진 마음을 지니고 자라나 살인 약탈을 저지르는 난폭한 생활을 하고 있었다. 또 한 사람의 주인공인 불사(仏師) 아카네마루(茜丸)는 가오우에게 오른팔을 다쳐 불사로써의 활동에도 큰 위협을 받게 된다. 그 후 가오우는 하야메(速魚)라는 여성을 만나 사랑을 알게 되지만 그녀를 믿지 못하고 결국 죽이고 말았고, 그녀의 정체를 알고 크게 후회한다. 한편 아카네마루도 부상을 입은 이래 조금씩 그 운명과 마음이 변화한다. 그리고 각기 다른 모습이 된 두 사람은 온 나라를 기울인 도다이지(東大寺)의 귀면와 제작이라는 대승부를 벌이는 것으로 재회하게 된다.
본작은 살아간다는 것에 고뇌를 느끼는 가오우와 권력의 비호를 받으며 자만심에 빠진 아카네마루를 대비시켜 도다이지 대불 건립의 진상、윤회전생이라는 깊은 주제를 다루고 있다. 불새는 아카네마루가 봉황의 상을 제작할 것을 명받은 것으로 이야기에 관여한다. 그러나 실제 역사상으로는 다치바나노 모로에(橘諸兄)에게 중용되었던 기비노 마키비(吉備真備)가 모로에의 정적으로써 대립하고 있거나, 료벤(良弁) 승정(僧正)이 즉신불(即身仏)이 된다는 것 등, 사실의 개변도 적지 않다(료벤에 대해서는 작중에서 개그적이지만 천황이 그 죽음을 숨길 것을 지시했다고 덧붙인다). 한편 작중에서 가오우와 아카네마루가 제작한 귀면와는 같은 형태의 것이 도다이지에 실재하고 있다.
극장용으로 60분짜리 아니메화가 되면서 내용이 대폭 바뀌었다. 가오우는 하야메를 죽인 뒤 마지막 대결 때까지 등장하지 않으며 원작에서는 비중이 컸던 료벤 승정이 등장하지 않고 두 사람의 심리변화도 별로 그려지지 않고, 주인공의 한 사람이 또 한 사람의 주인공의 무덤을 찾아 조문하는 라스트씬도 삭제되었다. 잡지 연재판에서는 가오우가 흙벽에 던진 효탄쓰기(ヒョウタンツギ)의 그림을 만들라는 놀이 장면이 있었지만 이야기에 무관한 것으로 단행본에서는 데즈카 본인이 생략시켰다.
부활편
- 첫 연재：『COM』（1970년 10월호 - 1971년 9월호）

서력 2482년. 주인공 소년 레오나는 에어카에서 추락하는 사고를 겪고 과학적 치료로 회생하지만, 뇌에 이식된 인공세포가 문제를 일으켜 유기물(생명체)이 무기물(인공물)로 보이고 무기물(인공물)이 유기물(생명체)로 보이는 인식장애를 얻게 된다. 때문에 그는 인간을 기묘한 무기물 덩어리로 인식할 수밖에 없게 되면서 고독하게 살아가고 있었다. 그러던 어느 날 레오나는 거리에서 아름다운 소녀를 보게 된다. 그것은 그에게 유일하게 살아있는 생명체로 보였고 그 소녀를 따라가지만 소녀는 사실 인간이 아니라 인간과 흡사하게 제작된 구식 로봇이었다. 의식장애가 개선되고 나서도 과거의 기억에서 벗어나지 못하고, 추락사의 원인이 과거 미국에서 레오나가 피닉스(불새)의 피를 손에 넣었던 과거와 관련되어 있다는 것도 밝혀진다. 그러나 로봇인 치히로를 인간 여성으로 인식하며 사랑을 느끼는 것은 변함없었던 레오나는 드디어는 치히로와 달아난다. 그리고 다시 빈사의 중상을 입은 레오나는 결정을 내린다.
한편 서력 3030년、구식이긴 하지만 통상적인 로봇과 달리 기묘한 인간미를 지닌 로봇 로비타가 집단으로 폭주해 용광로에 뛰어들어 『집단자살』하는 이상사태가 발생한다. 어째서인가, 그리고 달의 화물시설에서 혹사당하던 로비타의 마지막 운명은. 두 개의 이야기가 엇갈려 의외의 형태로 수습된다.
본작에서는 「미래편」에 등장하는 로비타의 탄생을 그리고 있으며 라스트신으로 이어진다.。
NHK의 텔레비전 아니메판에서는 내용이 대폭 변경되어 주인공의 설정도 바뀌었고, 새로운 캐릭터나 히로인이 등장하는 반면 로비타의 등장 부분이 모두 잘려나가 ほぼ 다른 이야기가 되어 버렸다. 또한 잡지 연재판과 단행본에서는 2484년부터 3009년, 이어 3030년으로 이어지는 이야기의 순서가 데즈카에 의해 일부 수정되고 있다.
날개옷(羽衣)편
- 첫 연재：『COM』（1971년 10월호）

10세기、미호노 카쓰바라(三保の松原). 주인공인 어부 즈쿠는 집 앞의 소나무 앞에 얇은 옷이 걸려있는 것을 보게 된다. 곧 그것을 구하려 하지만 옷의 주인인 여성, 때가 나타나고 즈쿠는 그녀를 선녀라고 생각. 즈쿠는 옷을 돌려주는 대신 3년간만 아내로서 함께 살기로 약속한다.
본작은 날개옷 전설에 기반을 두고 있으며 무대에 오르는 연극을 객석에서 본 듯한 시점으로 그려지고 있으며, 날개옷 설화를 바탕으로 그리고 있지만 때의 정체는 선녀가 아닌 미래인이며, 날개옷의 정체는 미래의 기술로 만든 수수께끼의 물체이다. 마지막은 혼자 남겨진 즈쿠가 이 물건을 수천년 앞으로 맡기기 때문에 땅에 묻을 곳에서 끝났다. 짧은 작품이지만 "방사능의 영향으로 기형으로 태어난 아기를 한탄하며 죽이려는"이란 표현에 대한 문제나 작자의 뜻이 있는 1980년까지 단행본화되지 않았다(작중에서는 방사능이라고 짚어 말하지는 않지만 “독의 빛을 쐬는 바람에 기형아가 태어났다”는 표현이 있다). 본래는 "망향편(COM판)"과 관련된 이야기지만, 1980년에 단행본화될 때 모든 문장을 데즈카가 쓴 독립된 이야기이다. 때문에 본래대로라면 마지막에 땅에 묻은 물체의 정체가 COM판 "망향편"에서 묘사된 그대로 되어 있다.
망향(望郷)편(COM판)
- 첫 연재：『COM』（1971년 12월호）・『COM코믹스』（1972년 1월호）

죠노우치(城之内) 박사는 인류의 역사를 다시 일으키고자 인간도 식물도 동물도 모두 복제해 옮긴 「제2의 지구」를 창조한다. 죠노우치 박사의 딸 도키코(時子)는 전쟁에서 도망치기 위해 4차원 항공장치로 「날개옷편(COM)」의 시대로 달아난다. 도키코의 정체는 날개옷편의 「오토키」였고, 본작은 그녀가 미래로 돌아간 뒤부터 시작된다. 도키코에게는 방사능(작중에서는 독기를 품은 빛으로 표현) 때문에 기형으로 태어난 아기가 있었는데, 도키코에게 연심을 품은 조슈아라는 남자는 죠노우치 박사를 죽이고 4차원 항공장치를 빼앗아 기형의 아기를 연못에 던져버리고 도키코를 데리고 진짜 지구로 여행을 떠한다. 그러나 아기는 살아남아 클론 동물들로부터 「유무」라 불리게 된다.
본작은 COM지의 휴간 때문에、미완성으로 중단되었다. 방사능피해를 묘사한 COM판 「날개옷편」을 전제로 하고 있어 「날개옷편」 원고 수정과 함께 구상을 새로 해서 관련 없는 이야기로써 『만화소년』판 「망향편」이 그려졌고 이 판에서는 미완성인 채로 오랫동안 단행본에 수록되지도 않았다. 전후 대폭 삭제된 단축본이 『만화소년』에 실리기도 했지만, 이 단축판이 다시 단행본화되거나 서적에 수록되는 일은 없었다.
난세(乱世)편（COM판）
- 첫 연재：『COM』（1973년 8월호）

헤이안 시대(平安時代) 말기, 주인공 사냥꾼 「마키지」는 여동생 「오부」와 깊이 서로 사랑하는 사이였다. 어느 날, 마키지는 산에서 다 죽어가던 한 마리의 원숭이를 구한다. 「아카보시」(赤坊主)라 불리는 이 숫원숭이는 한냐(ハンニャ)라 불리는 원숭이와 싸우다 패해 우두머리 자리를 내주고 말았던 것이다. 마키지는 초죽음이 된 아카보시를 거둔다. 마키지는 몸이 치료된 아카보시를 데리고 교토로 일하러 갔다가 길에서 관리와 충돌해 잡혀갈 위기에 처하나 고승 묘운(明雲)의 도움을 받고 묘운의 충고로 아카보시를 산으로 돌려보냈다.
본작은 이후의 난세편의 원형이 되는 얘기지만, 『COM』이 다시 휴간되면서 연재가 중단되었다. 주인공 마키지는 후의 만화소년판 벤타(弁太)의 원형이지만 체구가 서로 다르다. 또 오부도 남매가 아니라는 설정으로 바뀌었다. 원숭이와 개의 에피소드도 만화소년판에서 유용되고 있지만 두 마리의 이름이 바뀌어, 덴구에게 길러졌다는 이야기를 하고 있다.
망향편
- 첫 연재：『만화소년』（1976년 9월호 - 1978년 3월호）

우주 시대, 자연이 파괴된 지구에 절망한 주인공 로미는 연인 조지와 함께 강도질로 모은 돈으로 우주 부동산 회사로부터 작은 혹성 에덴 17호를 사들여 그곳으로 이주한다. 그러나 그곳은 지진이 자주 일어나는 황량한 혹성이었다. 악덕업자에 쫓겨 조지는 사고로 죽고 로미는 남은 아들과 맺어짐으로써 생명을 이어가겠다는 결단을 한다. 하지만 근친혼의 영향으로 여자아이는 태어나지 않았고 로미는 유일한 여성으로서 아들과 결혼하고 아이를 낳고는 냉동 수면을 반복하게 되었다. 이윽고 작지만, 로미와 아이들의 커뮤니티가 구축되어 가지만 형제 간 싸움에서 가공할 계획이 제기되고 그것을 들은 로미는 절망하고 수면 장치에 틀어박힌다. 그녀를 가엾어한 불새는 로미의 꿈에 나타나 외계인과의 혼혈을 권한다. 불새의 압박으로 무피라는 외계 종족이 에덴 17호를 찾아오고 무피와의 혼혈종족이 에덴17호 행성에서 번영한다. 로미가 수백 년 간의 잠에서 깨어났을 때 에덴에는 상냥한 소박한 사람들이 사는 평화로운 문명이 자리잡고 있었다. 겨우 마음의 평안을 얻은 로미는 에덴의 여왕으로 사람들과 함께 조용히 늙어 가지만 점차 지구에 가보고 싶다는 향수가 가득차고, 컴이란 소년과 함께 지구로 여행을 떠난다. 그 여행지에서 로미는 지구의 우주 순찰대원 마키무라와 만나지만 마키무라의 임무는 지구에 불법 입국하려는 귀환자들을 막는, 즉 로미를 죽이는 것이었다.
본작은 『COM』판의 「망향편」（미완）과의 관련은 전혀 없으며, 유일하게 피폭된 소년 컴만이, 무피와 지구인 사이의 혼혈로써 설정되어 재등장한다.
데즈카 본인에 의해 몇 번이나 바뀌어, 잡지 게재판인 아사히 소노라마판 · 고단샤(講談社)판, 가도카와 서점(角川書店)판의 각 단행본에서는 크게 내용이 다르다. 잡지판에서는 지구 도달까지의 로미의 얼굴은 노파 같은 상태였지만, 아사히 소노라마판에서는 젊게 바뀌어 있다. 단행본에서는 폭스라는, 블랙잭을 닮은 남자가 로미를 지구에서 자연이 남아 있는 장소로 데리고 가는 장면이 추가됐다. 또 잡지판에서는 로미는 마키무라에게 살해되지만 단행본에서는 세대교체의 부작용 때문에 죽게 되고 있다. 라스트신도 마키무라가 로미를 위해 어린 왕자를 읽어 준다는 장면이 더해졌다. 로미와 조지의 목소리가 마지막으로 들리는 장면도 단행본에서 가필된 것. 또 가도카와본에서는 로미와 조지의 만남 장면을 앞으로 옮기고, 전개 속도도 빨라져 우주선에 다른 우주인이 탑승하는 장면도 생략되고 지구로 향하는 도중에 들른 별에 다른 것이 있거나 하는 등, 내용이 다르다. 또 본작은 불새 전 시리즈 중에서 가장 데즈카에 의한 가필 · 수정이 많은 편이며 잡지 게재판, 가도카와서점판, 아사히 소노라마판 · 고단샤에서는 이밖에도 100쪽 이상의 변경이 있다. 특히 무피와 인간과의 혼혈이 태어나는 장면은 각각 설정이 다르다.
난세편
- 첫 연재：『만화소년』（1978년 4월호 - 1980년 7월호）

서기 1172년, 헤이안 시대 말기에 주인공인 나무꾼 벤타(弁太)와 그 연인 오부는 시골 마을에서 사랑을 키워가고 있었다. 그러나 벤타는 땔감과 멧돼지 가죽을 팔러 교토로 갔다가 관리에게 폭행을 당한다. 다툼 뒤에 벤타는 값비싼 빗을 줍고 오부에게 줄 선물로 가져가지만 그것은 사실 귀족 후지와라노 나리치카(藤原成親)의 빗이었다. 그 빗이 원인이 되어 벤타의 집은 불타버리고 가족의 죽음에 오부의 아버지마저 살해당한다. 오부는 아름다운 용모가 눈에 띄어 죽임당하는 대신 교토는 옮겨진다. 벤타는 오부를 쫓아 교토로 오고, 그 과정에서 영웅처럼 보이나 실은 무자비하고 거친 사내인 미나모토노 요시쓰네(源義経)의 동료가 된다. 한편 오부는 다이라노 기요모리(平清盛)의 시녀가 된다. 악명 높은 기요모리는 실은 세상살이 속의 거친 파도와 집안사람들에 대한 난폭하고 교만하다는 세간의 평판 사이에서 고뇌하는 소심한 늙은 가장일 뿐이었다. 그리고 그 기요모리는 대륙에서 가져온 불새를 몰래 가지고 있다는 소문이 나돈다.
본작은 지쇼 주에이의 난에 휘말린 두 사람의 서로 다른 운명의 궤적을 쫓아, 겐페이 전쟁이나 미나모토노 요리토모(源頼朝)・요시쓰네 형제의 대립은 불새의 쟁탈과 관련이 있는 것으로 그렸다. 벤케이 전설을 모티브로 하고 있다. 「봉황편」의 가오우도 요시쓰네의 스승 구라마 덴구(鞍馬天狗)로써 등장한다. 본작에서는 영웅으로 이름 높은 미나모토노 요시쓰네가 실은 악인으로, 악인으로써 이름 높은 기요모리가 실은 선인으로써 그려지는데, 「식구들에게는 성실하고 다정한 아버지」라는 기요모리의 이미지를 구현한 선구적 작품으로 평가받는다. 한편 이 편에서는 실제 데즈카 오사무의 선조로 알려진 데즈카노타로 미쓰모리(手塚太郎光盛)가 데즈카의 자화상과 흡사하게 등장한다.
이 편 또한 데즈카에 의해 몇 번이나 고쳐 그려져서 잡지연재판、가도카와 서점판、아사히 소노라마 판・고단샤판이 크게 다른 내용이 되었다. 특기할 만한 큰 변경을 들자면 개와 원숭이 에피소드는 본편 도중(덴구가 죽는 장면))에 존재하나, 아사히・고단샤판에서는 마지막으로 옮겨져 개와 원숭이가 요시쓰네와 기요모리로 전생한 뒤라는 설정이 되었다. 그 중에는 개와 원숭이가 인간이었을 무렵을 꿈속에서 회상하는(요시쓰네와 기요모리였던 시절） 내용이 추가되었다. 또한 가도카와판에서는 개와 원숭이의 에피소드를 앞부분으로 옮기고, 이야기의 서장(序章)으로써 다루고 있다. 뒤에 벤케이가 통나무를 휘둘러 요시쓰네의 얼굴을 찍어 죽이는 장면은 가도카와판에서는 적의 화살에 죽는 장면으로 바뀌었다. 그 밖에 세세한 변경이 있다.
생명(生命)편
- 첫 연재：『만화소년』(1980년 8월호 – 12월호)

2155년. 주인공인 텔레비전 프로듀서 아오이(青居)는 클론 인간이 등장하는 살인방송을 고안한다. 클론을 쓰면 법률에도 저촉되지 않고 합법적인 살인을 할 수 있으며 이를 방송으로 내보내면 높은 시청률을 낼 수 있다고 생각한 것이다. 아오이는 클론기술 공장인 페루로 향하고, 자기 자신을 대량생산해낸다. 그리고 일본으로 돌아온 대량의 아오이는 황당하게도 그 자신까지도 다른 클론과 함께, 자신이 기획한 살인방송의 표적이 된다. 클론과 뒤섞인 「진짜」 아오이는 방송 첫 회에 끌려가 왼팔을 잃고 추격자들한테서 벗어난 뒤 도망 중에 만난 소녀 쥬네와 생활하기 시작한다.
본작은 잡지연재판과 단행본에서 데즈카의 수정이 이루어졌다. 우선 사이보그 할머니가 잡지연재판에서는 살아있는 인간이 되었는데, 아사히・고단샤판에서는 외양도 로봇으로 바뀌었다. 또한 불새의 얼굴을 한 여성은 잡지연재판에서는 실제 불새의 얼굴을 하고 있지만、단행본판에서는 인간과 불새의 중간적 얼굴을 한 것으로 수정되었다. 결말도 모두 달라서 잡지연재판에서는 아오이는 텔레비전 방송 안에서 살해되는 것에 비해 단행본판에서는 아오이가 클론인간 배양공장을 폭파하는 에피소드가 추가되었다.
이형(異形)편
- 첫 연재：『만화소년』（1981년 1월호 - 4월호）

센고쿠 시대(무로마치 시대). 주인공 사콘노스케(左近介)는 여자로 태어났지만 어린 시절부터 아버지에 의해 남자로 키워졌다. 사콘노스케의 아버지 야기 이에마사는 오닌의 난에서 세운 공적으로 이름을 떨친 잔학무도한 자였고, 사콘노스케는 그런 아버지를 증오하고 있었다. 어느 날 사콘노스케의 아버지는 코에 「비암」으로 보이는 증상을 보이며 와병하게 되고, 그것을 치료하기 위해 여승 「야오비구니」가 등장한다. 사콘노스케의 아버지는 어딘가 나이든 사콘노스케와 닮은 야오비구니의 모습에 놀라고, 아버지를 증오하던 사콘노스케는 치료를 막기 위해 절에 찾아가 야오비구니를 죽이고 만다. 그러나 이후 사콘노스케는 알 수 없는 힘에 막혀 절을 떠나지 못하게 되는 신세가 된다. 야오비구니에게 찾아와 치료를 부탁하는 인근 마을의 주민들과, 심지어 요괴들까지 절을 찾아오고, 뜻하지 않게 사콘노스케는 그들의 치료에 나서게 되고, 이어 무서운 인과응보가 사콘노스케에게 찾아든다.
본작은 일본의 오래된 야오비구니 전설을 모티브로 한 것이다. 잡지게재판과 단행본의 결말이 가필되어 주요 등장인물이 마지막에 죽임을 당하는 중요한 장면은 단행본에 추가된 것이다. 그 밖에 콤마 교체나 페이지 수 조정 등 세세하게 수정된 부분이 많다. 잡지판과 초기 단행본은 치료를 위해 절을 찾아온 요괴 환자들이 우주인(불새가 다른 별에서 태어난 생물이라는 것으로 그 이유가 설명된다)으로 나오는데, 후의 판본에는 「태양편」와 서로 이어져 치료를 받으러 온 대상은 요괴에 가까운 디자인으로 고쳐진다.
NHK 아니메판에서는 유일하게 변화되지 않고 아니메화된다(NHK 아니메판은 부자관계의 상극을 중시하는 노선으로 제작되었는데 본작은 그 노선에 적합하였다).
태양(太陽)편
- 첫 연재：『소년야성시대』（1986년 1월호 - 1988년 2월호）

7세기와 21세기(2009년)라는 두 개의 시대를 교차하며 그려지는 이야기. 서기 663년, 백제왕의 일족 하리마는 백강구 전투 패배 뒤 당나라 군사들에게 잡혀 얼굴 가죽이 벗겨지고 그 위에 늑대 가죽을 뒤집어쓰게 된다. 이 얼굴 가죽은 피부에 붙어 떨어지지 않게 되고, 점술사 노파의 도움으로 목숨을 건진 하리마는 달아나기 위해 왜의 장군・아베노 히라후(阿部比羅夫)와 함께 왜(일본)로 건너간다. 하리마는 왜에서는 이누카미노 스쿠네(犬上宿禰)라 불리며, 구족(狗族)의 소녀 마리모와의 만남을 거쳐 임신의 난에 휘말려 들어간다. 임신의 난은 세속의 권력다툼이자 외래 종교였던 불교와 일본 토착의 향토신 사이에 벌어진 영적 전쟁이기도 했다.
한편, 21세기의 일본에서는 「불새」를 신으로 숭배하는 종교단체 「히카루」(光) 일족이 지배하고 있다. 또 한 사람의 주인공인 반도 스구루(坂東スグル)는 어린 나이부터 「히카루」에 의해 지하세계의 황폐된 환경에서 생활하던 가운데 「히카루」에 저항하는 단체 「쉐도우」에 속한 테러리스트로써 냉혹한 킬러였지만, 어느 작전에서 실패하고 「히카루」의 멤버로 뽑혀 세뇌를 위한 시설에 들어가 늑대 얼굴과 같은 세뇌헬멧을 쓰고 생활하게 된다. 그리고 과거 임무에서 같은 또래라는 이유로 죽이지 않았던 소녀 병사 요도미와 시설에서 만나고 끌리게 된다.
본작은 하리마가 스구루가 되어 꾸는 꿈으로, 스구루가 하리마가 되어 꾸는 꿈으로 라는 구성으로 교차되는 이야기 구조를 갖고 있다. 과거와 미래의 종교는 서로 불새 자신을 신체로써 삼고 있다.
단행본으로 나올 때는 데즈카 본인이 미래 부분의 이야기를 대폭 변경해, 불새가 등장하고 사루타가 벌을 받는 묘사 등 상당히 편집이 이루어졌다. 잡지연재판에서는 회상씬에서 사루타의 형으로써 우주소년 아톰의 등장인물이기도 한 오챠노미즈(お茶の水) 박사가 등장한다. 또한 NHK 텔레비전 아니메판에서는 분량 문제로 대폭 삭제되어 미래측 이야기가 묘사되지 않는다.
휴게 INTERMISSION
- 첫 연재：『COM』（1971년 11월호）

다른 편과 다른 데즈카 자신이 등장하는 에세이풍 단편 만화. "왜 불새를 그리게 되었는가" 등의 테마가 되어 있다.
두 종류가 존재하고 하나는 COM에 실린 『휴식INTERMISSION 불새 또는 왜 문과 감나무의 기억이 우주 에너지의 진화와 관계있나』, 또 하나는 1978년 만화소년 11월호에 다시 수록된 『휴식 INTERMISSION 불새라는 제목이 아니어도 좋다는 건』이다.
후자는 전자의 재수록 형식이지만, 전자는 6쪽인 반면 후자는 3쪽으로 깎이고 문장도 모두 바뀌었는데, 이유는 불명이지만 깎인 3쪽에는 "불새의 정체(불새는 어떤 존재인가)" 등 작품의 핵심을 찌르는 내용을 담고 있었다.
이 밖에 데즈카 이외의 작가에 의해 집필된 작품으로 아니메 영화 「불새 2772」를 만화화한 미쿠리야 사토미(御厨さと美)의 만화（첫 연재：『만화소년』（1980년 2월호 – 4월호）가 있다.

### 집필되지 못한 작품
대지(大地)편(시놉시스뿐)
- 첫 연재：『월간 뉴타입 5월호 부록 「데즈카 오사무 MEMORIAL BOOK」』（가도카와 서점/1989년 간행）、그 밖에도 증언이 다수 있다.

서기 1938년(쇼와 13년) 1월, 중일전쟁이 벌어지던 상하이(上海)를 배경으로 한다. 데즈카 오사무가 남긴 시놉시스에는 마쿠베 로쿠로(間久部緑郎)、그리고 그 형제 마쿠베 마사토(間久部正人)、사루타 박사가 등장하고 있다.
1989년에 무대극으로 제작된 『불새』의 원작으로, 앞서 말한 내용으로 신작을 연재할 예정이었으나, 보다 SF적인 내용에 하는 희망이 있었기 때문에 보류됐다. 『야성시대』에 1989년 봄부터 게재될 것이었다고 말하지만、데즈카가 병으로 쓰러지면서 집필되지 못한다. 다만 『야성시대』의 편집부는 『불새』의 속편이 아닌 『슈마리』의 속편을 바랬고 시놉시스의 내용은 나쓰메사에서 발매된 「불새 공식 가이드북」이나 아사히 소노라마에서 출판한 「태양편・하(B5판)」 등에서 확인된다. 문장의 양은 원고용지 두 장과 5행으로 간이한 편이다.
또 『야생시대』에 연재 예정이었던 대지편은 중일전쟁이 무대가 아니라 슈마리에 맞추어 에도 막부 말기부터 메이지 유신에 걸치는 시대를 배경으로 구상되고 있었다. 데즈카 프로덕션의마쓰타니 타카마사(松谷孝征) 사장은 "구상 등 데즈카가 남긴 내용이 있어서, 다음 작품이 실현되면 데즈카 프로 출신자 등 ‘친척’ 가운데 누군가가 그렸으면", "무대는 에도 막부 말기부터 메이지 유신. 슈마리 같은 주인공의 이야기입니다"고 말했다。
재생(아톰?)편（구상단계에 그침）
- 첫 연재：《잡지 「COM」 불새 여명편 제5호》（1967년 5월호）、그 밖에도 여러 증언이 많다.

《불새》에는 우주소년 아톰이 등장한다는 구상도 존재했고 많은 증언도 있다.
《불새》 여명편의 잡지연재판에서는 사루타히코의 코가 커지게 된 것에 대한 나레이션 해설이 들어가는 장면에서 "이 이야기 속에서는, 사루타히코는 아직 옛날이지만, 오차노미즈 박사의 조상이다"라고 씌어 있었다. 단행본에서는 "이 이야기 속에서는, 사루타히코는 아직 옛날이지만 그의 후손은 이야기 전체를 통해서 모두 중요한 역할을 하게 되는 것이다"로 변경되었다.
1974년 신문 《아카하타》(赤旗)의 1월 22일의 칼럼에서 데즈카는 「불새는 태고부터 먼 미래까지 끝없이 가는 서사시입니다. (중략) 사실 이는 아직 남은 이야기지만 21세기 부분의 에피소드에서 이 이야기가 나옵니다. 아톰도 사실은 불새의 한 에피소드였다는 반전입니다.」라고 말하고 있다.
또한 연속 라디오 소설 「불새 난세편」（NHK라디오 제1방송 1980년 3월 21일）에도 그러한 내용을 말하고 있다. 본편 OA 뒤에 데즈카 오사무 자신이 21세기를 배경으로 하는 『우주소년 아톰』(원제: 鉄腕アトム)의 외전을 그려 보겠다는 구상을 말했다. 구체적인 구상이 있었던 것은 아니지만 단편적인 아이디어로서 "아톰은 로봇인 불사의 존재입니다. 그 영혼은 최종적으로는 불새에 구원받을 것이 아니겠습니까?"라고 말하는 것과, "의식한 건 아니지만, 오차노미즈 박사는 용모부터 사루타의 혈통을 잇고 있다고 생각한다. 그는 아톰의 최후를 지켜볼 것이다"이라고 말했다.(이 일에서 이 마지막 이야기는 불새에서 전해졌을 가능성을 추측할 수 있다.)
오랫동안 데즈카 오사무의 치프 어시스트를 맡았던 후쿠모토 가즈요시(福元一義)에 따르면 「(데즈카 오사무는) 중일전쟁을 다룬 대지편이라는 것을 하고 싶다고, 그리고 이 올캐스팅 같은 모습으로 불새를 마무리한다고 하셨습니다.」고 말했다.。
데즈카 오사무의 아들인 데즈카 마코토(手塚眞)에 따르면, 어느 날 불새의 최종화에 대해 편집자에게 살짝 귀띔한 것이 있었는데, 「그건 과거와 미래와 이야기가 왔다 갔다 하면서 마지막으로 현대에 가까운 곳에서 끝나거든. 그래, 아톰이 태어날 무렵에?」라고 말했다고 한다.。
불새가 연재되고 있던 만화소년의 편집자 마쓰오카 히로지(松岡博治)는 「그 완결 편의 이야기죠? 직접 선생님으로부터 들었습니다. 과거와 미래, 과거와 미래, 과거와 미래가 오고요, 2003년 이 탄생의 나이에 과거와 미래가 교차하면서 완결하겠다고 했습니다. 아톰도 블랙잭도 미쓰메도 선생님의 캐릭터들이 다 나오면서...」라고 잡지 인터뷰에서 말했다.
（다만, 위의 증언에서는 재생편(가제)을 불새의 완결라고 말하고 있지만 다음 해설하는 현대 편의 내용과는 다르다. 데즈카는 마지막 작품인 현대편을 죽기 직전에 그리는 일을 생전에 비쳤다.）
현대편（구상뿐）
- 첫 연재：《「불새」와 나》（1968년 12월）、그 밖에도 다수 증언이 있다.

데즈카 오사무는 잡지 《COM》이후의 불새의 전체 구성을, 여명편과 미래편을 발표한 뒤 시간대를 과거, 미래, 과거, 미래로 진행해 현대에서 수습할 예정으로 그렸다.(태양편은 두 개의 시대가 그려지고 있지만 최종적으로 과거 측은 미래 측의 이야기에 편입된다)
1968년의 무시프로상사(虫プロ商事)에서 발행된 《불새》 미래편의 단행분 말미에서 데즈카는 이렇게 말하고 있다. "나는 새로운 마음으로 한 개의 긴 이야기를 시작으로 마지막부터 그리기 시작한다는 모험을 하고 싶었지요.", "마지막에는 미래와 과거의 연결점, 즉 현대를 그리는 것으로 끝납니다. 그것이 지금까지의 이야기의 결론으로 연결되고 그것이 끝나면, 여명편에서부터 길고 긴 하나의 드라마가 이루어지는 셈입니다. 그러므로 그 하나하나의 이야기는 제멋대로에 아무런 연관이 없는 것처럼 보이지만 마지막으로 하나로 연결해 봤을 때 비로소 모든 얘기가 사실은 긴 이야기의 일부에 불과했다는 것으로 드러나는 구조로 되어 있습니다.."
나중에 『뉴타입 100% 컬렉션 불새』（가도카와 서점/1986년 간행）의 가도카와 하루키(角川春樹)와의 대담에서, 데즈카 오사무 자신이 「현대편」의 구상을 밝혔는데, 「현대」라는 것의 해석을 데즈카는 「내 몸에서 혼이 떠나는 때」라고 했다(이후의 미래가 아닌 시점에서 예전에는 모두 과거였기 때문에)
그리고 그 때야말로 「현대편」을 그릴 때라고 말했다.
그것을 들은 가도카와는 데즈카에 대해 "그럼 그때는 돌아가실 때니까 그릴 수 없겠네요(웃음)"이라며 데즈카는 "아니, 나는 그려 보일 겁니다", "한 컷이라도 좋아요. 그게 하나의 이야기가 되어 있으면 되니까요"라고, 죽기 직전에 한 컷이라도 이야기를 그릴 것을 약속했다.
《마이니치신문》(毎日新聞) 디지털(2012년 7월 23일)에서의 인터뷰에 따르면 히지리 유키(聖悠紀)는 「데즈카 선생님은 『불새에서 과거의 이야기를 쓰고 미래의 얘기를 쓰고, 다시 과거의 이야기를 쓰면서 점점 시대의 간격이 짧아지고, 마지막에는 원고를 쓰고 있는 나 자신의 방에서 끝마치고 싶다』고 하셨습니다.」라고 서술하고 있다.
잡지 《COM》판의 《불새 휴식 INTERMISSION》 뒤에 편집된 3쪽에는 불의 새는 어떤 존재인지, 불새의 결말은 언제 발표할지를 말했다. 구체적으로는 "불새는 생명으로부터 생명으로 매개하는 에너지 같은 것", "불새의 결말은 내가 죽을 때 발표할 것"이라는 내용 등이었다. 또 가도카와와의 대담에서 "내 속에 있는 에너지 단체가 우화할 때 현대편을 그릴 것"이라는 것도 말했다. 편집된 "휴식"의 마지막 한 페이지에서는 이불에 머리부터 발끝까지 감싸고 누운(즉 사망한) 데즈카와 불새의 모습이 서로 겹치게 그렸다.
불새 「현대편」과의 관계는 불확실하지만, 데즈카는 위암으로 사망하기 직전의 혼수상태 속에서도 「그리게 해줘」라고 말할 만큼, 데즈카의 죽음에 입회한 데즈카 프로덕션 마쓰타니 다카마사 사장에 의하면 데즈카의 마지막 말은 "부탁이니까 일하게 해 줘요"였다고 한다. 이 때 데즈카가 죽기 직전에 무엇을 그리려고 하고 있었는지는 알 수 없지만, 죽기 직전에 뭔가 그리려고 했다는 것에 관해서는 불새 현대편과 관계되어 있다(데즈카는 아들인 데즈카 마코토가 펜을 주자 그걸 쥘 듯한 동작까지 취했다고 한다).
데즈카가 위암 중의 병원 침대에서 다룬 작품 《무대극 불새》가 존재하는데, 본작은 2001년을 시대 배경으로 한 작품으로, 앞에서 언급된 대지편, 재생편, 현대편 등의 내용과는 다르다. 그리고 공교롭게도 이 무대극이 공개된 다음날인 1989년 2월 8일, 데즈카 오사무는 사망하였다.

## 같이 보기
- 데즈카 오사무